# Ratiopharm
Die Ratiopharm GmbH (Eigenschreibung: ratiopharm) ist ein deutsches Pharmaunternehmen mit Sitz in Ulm. Unter der Arzneimittelmarke Ratiopharm werden Generika und OTC-Medikamente im deutschen Markt angeboten. Seit 2010 gehört das Unternehmen zum israelischen Teva-Konzern.

## Aktivitäten
Unter der Arzneimittelmarke Ratiopharm werden in Deutschland patentfreie Pharmaprodukte (Generika) und freiverkäufliche Medikamente ausschließlich in Apotheken angeboten. Die Produktpalette deckt nahezu alle Therapiegebiete ab. Im Klinikmarkt ist ratiopharm generischer Marktführer. Bekannt ist Ratiopharm u. a. durch die Slogans „Gute Preise. Gute Besserung.“ und „gibt’s da nicht was von Ratiopharm?“.

## Geschichte
Die Ratiopharm GmbH wurde 1973 von Adolf Merckle in Blaubeuren als hundertprozentige Tochtergesellschaft der Merckle GmbH gegründet. Ein Meilenstein in der Unternehmensgeschichte war die Einführung des Antibiotikums Doxycyclin-ratiopharm 1979. Die Zulassung des Generikums musste vor Gericht gegen den Widerstand des Originalherstellers erkämpft werden. Mit dem Gerichtsurteil wurde eine entscheidende Voraussetzung für die künftige Akzeptanz von Generika in Deutschland geschaffen. 1985 erfolgte die Einführung der sogenannten OTC-Arzneimittel, die ohne Verschreibungspflicht in den Apotheken erhältlich sind. Die Ratiopharm International GmbH wurde 1988 gegründet, 1993 erfolgte die Gründung der auf den Vertrieb von Generika spezialisierten Tochtergesellschaft AbZ-Pharma GmbH.
Im Jahr 2000 stieg Ratiopharm zum führenden Generika-Anbieter in Europa auf. Im gleichen Jahr erfolgte die Übernahme von Kanadas drittgrößtem Generika-Hersteller Technilab (inzwischen Ratiopharm Canada). 2007 wurde Ribosepharm von Hikma Pharmaceuticals PLC übernommen. Ab 2003 begann Ratiopharm eine neue Werbespotaktion fürs Fernsehen, in der Zwillingspaare auftraten, u. a. Folke und Gyde Schmidt mit dem Slogan Gute Preise, gute Besserung der Werbeagentur der Heye Group GmbH aus Unterhaching. 2004 erfolgte die Übernahme von Magnafarma, dem drittgrößten niederländischen Generika-Hersteller. Im selben Jahr war Ratiopharm weltweit bereits in 24 Ländern präsent. Im Oktober 2005 wurde der jüngste Entwicklungsstandort in Goa in Indien eröffnet.
Im August 2005 übernahm Philipp Daniel Merckle die alleinige Gesamtverantwortung für die Ratiopharm-Gruppe weltweit. Im Herbst 2006 gründete er die Stiftung World in Balance, die – neben dem Engagement für soziale Projekte – Ausdruck für seine Auffassung von ethischem Unternehmertum und verantwortungsvollem Handeln ist. World in Balance wurde bis Ende des Jahres 2008 als sichtbares Zeichen des sozialen Engagements in die öffentliche Kommunikation der Unternehmensgruppe eingebunden.
Im März 2008 gab Ratiopharm bekannt, dass sich Philipp Daniel Merckle zum Ende des Monats aus dem operativen Geschäft der Unternehmensgruppe zurückziehen und in den Beirat der Gruppe wechseln werde. Sein Nachfolger wurde Wirtschaftsingenieur Oliver Windholz.
Am 5. Januar 2009 beging der Unternehmensgründer Adolf Merckle aufgrund der Finanzprobleme in seinem Unternehmensimperium Suizid.
Im Februar 2009 wurde der Verkauf von Ratiopharm beschlossen, um die Sanierung der Merckle-Gruppe zu ermöglichen. Mitte März 2010 wurde der Verkauf an Teva Pharmaceutical Industries für 3,6 Milliarden Euro bekanntgegeben; letzte Konkurrenten im Bieterwettstreit um Ratiopharm waren die Pharmaunternehmen Pfizer und Actavis. Am 3. August 2010 wurde die Übernahme von der EU-Kommission nach der EU-Fusionskontrollverordnung unter Auflagen genehmigt.
Seit Juni 2017 wird das Unternehmen von Christoph Stoller, dem General Manager von Teva Deutschland und Österreich (Europazentrale), geführt. Er trat damit die Nachfolge von Markus Leyck Dieken an, der ab Oktober 2013 General Manager war und im Juni 2017 in die Teva-Konzernführung wechselte. Zuvor hatte Sven Dethlefs, der 2010 die Übernahme von Ratiopharm durch Teva begleitet hat, die Position für fünf Jahre inne, bis er 2013 in die Konzernleitung nach Israel wechselte.

## Vergünstigungen für Ärzte
Im November 2005 berichtete der Stern, der Pharmakonzern habe systematisch Geld an Ärzte gezahlt, damit sie Ratiopharm-Produkte bevorzugt verschreiben. Dies sei durch E-Mails, Schecks und interne Dokumente belegt, die der Zeitschrift vorlägen. Um seinen Marktanteil an verschriebenen Medikamenten zu erhöhen, habe Ratiopharm Ärzten zudem die Praxissoftware Doc Expert, die dem Arzt bevorzugt Ratiopharm-Produkte vorschlage. Besonders kooperative Ärzte seien regelmäßig mit sogenannten V.O.M.-Schecks (Abkürzung für Verordnungsmanagement) in Höhe von 2,5 % des Apotheken-Verkaufspreises pro Medikament belohnt worden. Zahlungen an Ärzte seien hierfür oft als Referentenhonorar oder Patientenseminar getarnt worden. Bis 2003 seien die Vergütungen an Ärzte zu einem großen Teil auch als Sachgeschenke wie Espressomaschinen, Mikrowellen etc. geleistet worden.
Einige Tage später, und zwar am 18. November 2005 teilte der Eigentümervertreter Philipp Daniel Merckle die Abberufung und sofortige Freistellung des Vorsitzenden der Geschäftsführung, Claudio Albrecht, sowie des Finanzvorstandes Peter Prock mit; Hintergrund sollen aggressive Vertriebspraktiken sein. Merckle, der erst kurz zuvor die Unternehmensleitung übernommen und ein neues christlich geprägtes Ethos angekündigt hatte, gegenüber der Frankfurter Allgemeinen Zeitung: „Die Folgen der bisherigen Führung sind mir in vielem zutiefst zuwider.“
Im Dezember 2005 stellte die Staatsanwaltschaft in Ulm die aufgrund des Stern-Artikels begonnenen Ermittlungen wegen Verdachtes der Untreue und des Betruges ein. Im April 2006 korrigierte die Stuttgarter Generalstaatsanwaltschaft diese Entscheidung und ordnete erneut Ermittlungen gegen Ratiopharm wegen des Verdachts auf Beihilfe zu Betrug und Untreue an. Es sollte geprüft werden, ob das Pharmaunternehmen Ärzte mit bestimmten Vergünstigungen dazu gebracht hat, Ratiopharm-Produkte zu verschreiben, obwohl sie günstigere Konkurrenzmittel hätten verschreiben müssen. Im November 2006 wurden die Ratiopharm-Zentrale sowie acht Privatwohnungen von Ratiopharm-Mitarbeitern von der Landespolizeidirektion Tübingen durchsucht. Im Dezember 2006 wurden Wohnungen und Geschäftsräume von knapp 400 ehemaligen und aktiven Außendienstmitarbeitern durchsucht. Die Staatsanwaltschaft Ulm gab die Verfahren 2009 an die jeweils nach den Wohnorten der Ärzte zuständigen Staatsanwaltschaften in ganz Deutschland ab. Daraufhin wurden einige der Verfahren eingestellt, da kein Vermögensschaden entstanden sei.
Am 30. Oktober 2010 hat das Amtsgericht Ulm erstmals in Deutschland zwei niedergelassene Ärzte einer Gemeinschaftspraxis aus dem nördlichen Alb-Donau-Kreis wegen Bestechlichkeit zu Haftstrafen von einem Jahr auf Bewährung und einer Geldbuße in Höhe von 20.000 Euro verurteilt, weil sie innerhalb des Zeitraums von 2002 bis 2005 rund 14 Schecks über insgesamt 19.180 Euro vom Arzneimittel-Hersteller Ratiopharm erhielten. Die Anwälte der Ärzte legten Rechtsmittel vor dem Landgericht Ulm ein. Auch das Landgericht Hamburg ließ eine Anklage der Staatsanwaltschaft vor der großen Wirtschaftsstrafkammer zu. Angeklagt wegen Bestechlichkeit waren in diesem Fall ein Arzt und  eine Pharmareferentin. Der Arzt erhielt für das bevorzugte Verschreiben von Ratiopharm-Arzneimitteln für seine Patienten im Zeitraum von Februar 2004 bis August 2005 rund 11.000 Euro.
Am 29. März 2012 stellte der Bundesgerichtshof (BGH GSSt 2/11) in einer Grundsatzentscheidung letztinstanzlich fest, dass sich weder die Mitarbeiter des Pharmaunternehmens noch die Ärzte strafbar gemacht hatten.